# Ronald Atkins (Autor)
Ronald „Ron“ Atkins (* 1. Juni 1936; † 19. März 2025) war ein britischer Jazzautor.

## Leben und Wirken
Atkins wuchs in der Nachkriegszeit des Dixieland-Revivals auf und spielte Klarinette in einer Schulband. Er entdeckte schließlich den Bebop und begann 1957 für Albert „Mac“ McCarthys Magazin „Jazz Monthly“ zu schreiben, bevor er für Carlo Krahmers Jazzlabel Esquire Records arbeitete. Mitte der 1960er-Jahre begann er, Jazzkritiken für den Guardian zu schreiben, was er schließlich mit einer hauptberuflichen Tätigkeit im öffentlichen Dienst verband. 1966 engagierte Atkins sich in der kurzlebigen „London Free School“, die vom Melody-Maker-Fotografen John „Hoppy“ Hopkins und dem zeitweiligen Pink-Floyd-Manager Pete Jenner ins Leben gerufen wurde und zur Geburt der Underground-Zeitung „International Times“ und der britischen Gegenkultur führte.
Autor John Fordham sagte über Atkins: „Ich verdanke Ron alles, da er mich 1978 in den Guardian-Job gedrängt hat, als sein öffentlicher Dienst zu anstrengend wurde, um so viele [Termine] spätabends als Jazzkritiker zu übernehmen.“ Atkins und Fordham teilten sich die Berichterstattung über Jazz im Guardian, bis Atkins um die Jahrtausendwende nach Lewes zog. Im Laufe seiner Karriere als Musikjournalist schrieb Atkins auch für die Zeitschriften Jazz on CD, Jazz Express, Jazz Review und Tribune; ferner verfasste er Beiträge für Jazzbücher, darunter für „Jazz on Record – Die Geschichte des Jazz auf Schallplatten“  (hrsg. von Brian Priestley), „Jazz – the Rough Guide: 100 Essential CD’s“ (hrsg. von Digby Fairweather, 2001) und legte eigene Bücher wie „Jazz – The Ultimate Guide“ vor.

## Publikationen
- All That Jazz: The Illustrated Story of Jazz Music. Smithmark, 1996, ISBN 978-0765199539
- Jazz: The Ultimate Guide – From New Orleans to the New Jazz Age 1996, ISBN 978-1858681795
  - Jazz: From New Orleans to the New Jazz Age. Carlton Books, London 2000, ISBN 978-1842220450 (2. Auflage)